# 獨立大道 (華盛頓哥倫比亞特區)
独立大道（Independence Avenue）是美国华盛顿哥伦比亚特区西南区和东南区的一条东西走向干道，位于美国国会大厦以南。独立大道原名南B街，西南区部分修筑于1791-1823年间。